# Aubres
Aubres est une commune française située dans le département de la Drôme, en région Auvergne-Rhône-Alpes.
L'Aubres est aussi le nom d'un ruisseau qui passe sur la commune d'Aubres. C'est un affluent de l'Eygues.

## Géographie

### Localisation

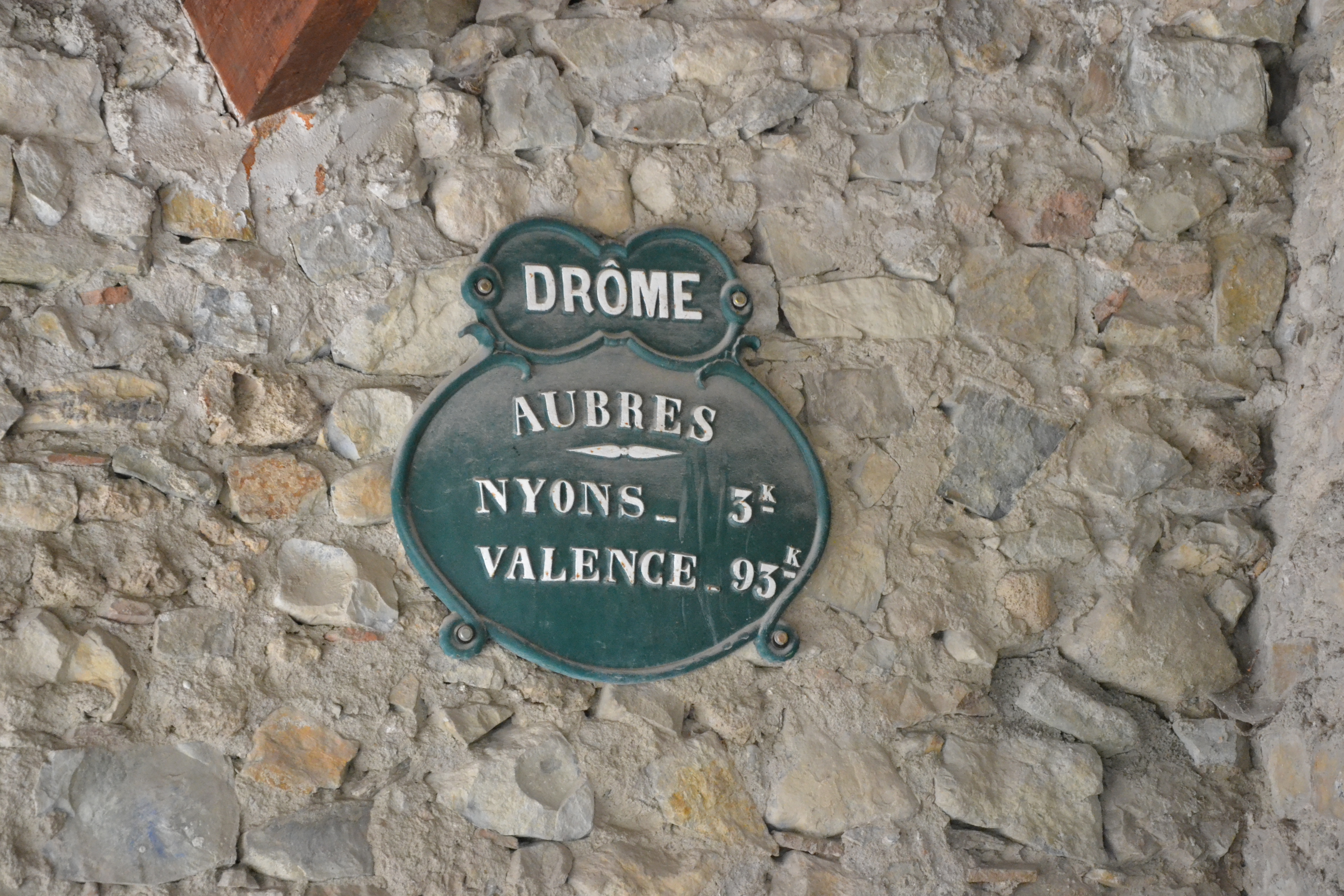
Ancien panneau de distance.

Aubres est située à quatre kilomètres de Nyons et à vingt-deux kilomètres de Vaison-la-Romaine.

### Relief et géologie
Sites particuliers :
- Belly (373 m)
- Bordette (406 m)
- Col d'Aubenas
- Col d'Aubres
- Col de Chicogne
- Col des Vaux
- Col de Venterol
- Col Flachet
- Côte Eysséache
- Cougoir (1 214 m)
- Galfe (558 m)
- Montagne d'Essaillon
- Montagne la Croix
- Pas la Baisse (724 m)
- Pendaye (448 m)
- Serre Nestier

### Hydrographie
La commune est arrosée par les cours d'eau suivants :
- la Bordette (source dans la commune de Châteauneuf-de-Bordette) passe sur la commune et se jette dans l'Eygues. Un quartier de la commune porte le nom de « Bordette »[2].

le ruisseau de Bordette (fiche SANDRE V5330600), long de 7 km ;
- l'Eygues ;
- ravin de Cougoir ;
- ravin de Courigne ;
- ravin de Jarrige (fiche SANDRE n°V5331380)[4] ;
- ravin de la Combe du Ranc ;
- ravin de la Serrie ;
- ravin de Suffie ;
- ravin des Vaux ;
- ruisseau Aubres, affluent de l'Eygues, passe sur la commune : cours de 3,3 km. En 1891, il avait une largeur moyenne de 15 m, une pente de 56 m, un débit ordinaire de 0,70 m3, extraordinaire de 8 m3[5] ;

ruisseau de l'Essaillon.

### Climat
Pour des articles plus généraux, voir Climat d'Auvergne-Rhône-Alpes et Climat de la Drôme.
En 2010, le climat de la commune est de type climat méditerranéen altéré, selon une étude du CNRS s'appuyant sur une série de données couvrant la période 1971-2000. En 2020, Météo-France publie une typologie des climats de la France métropolitaine dans laquelle la commune est exposée à un climat de montagne ou de marges de montagne et est dans une zone de transition entre les régions climatiques « Provence, Languedoc-Roussillon » et « Alpes du sud ».
Pour la période 1971-2000, la température annuelle moyenne est de 13 °C, avec une amplitude thermique annuelle de 17 °C. Le cumul annuel moyen de précipitations est de 922 mm, avec 6,8 jours de précipitations en janvier et 4,1 jours en juillet. Pour la période 1991-2020, la température moyenne annuelle observée sur la station météorologique de Météo-France la plus proche, « Nyons P182 », sur la commune de Nyons à 3 km à vol d'oiseau, est de 14,5 °C et le cumul annuel moyen de précipitations est de 756,7 mm,. Pour l'avenir, les paramètres climatiques de la commune estimés pour 2050 selon différents scénarios d'émission de gaz à effet de serre sont consultables sur un site dédié publié par Météo-France en novembre 2022.

## Urbanisme

### Typologie
Au 1er janvier 2024, Aubres est catégorisée commune rurale à habitat dispersé, selon la nouvelle grille communale de densité à 7 niveaux définie par l'Insee en 2022.
Elle est située hors unité urbaine. Par ailleurs la commune fait partie de l'aire d'attraction de Nyons, dont elle est une commune de la couronne,. Cette aire, qui regroupe 17 communes, est catégorisée dans les aires de moins de 50 000 habitants,.

### Occupation des sols
L'occupation des sols de la commune, telle qu'elle ressort de la base de données européenne d’occupation biophysique des sols Corine Land Cover (CLC), est marquée par l'importance des forêts et milieux semi-naturels (83,8 % en 2018), une proportion sensiblement équivalente à celle de 1990 (84 %). La répartition détaillée en 2018 est la suivante : forêts (72 %), zones agricoles hétérogènes (16,2 %), milieux à végétation arbustive et/ou herbacée (10,4 %), espaces ouverts, sans ou avec peu de végétation (1,5 %). L'évolution de l’occupation des sols de la commune et de ses infrastructures peut être observée sur les différentes représentations cartographiques du territoire : la carte de Cassini (XVIIIe siècle), la carte d'état-major (1820-1866) et les cartes ou photos aériennes de l'IGN pour la période actuelle (1950 à aujourd'hui).

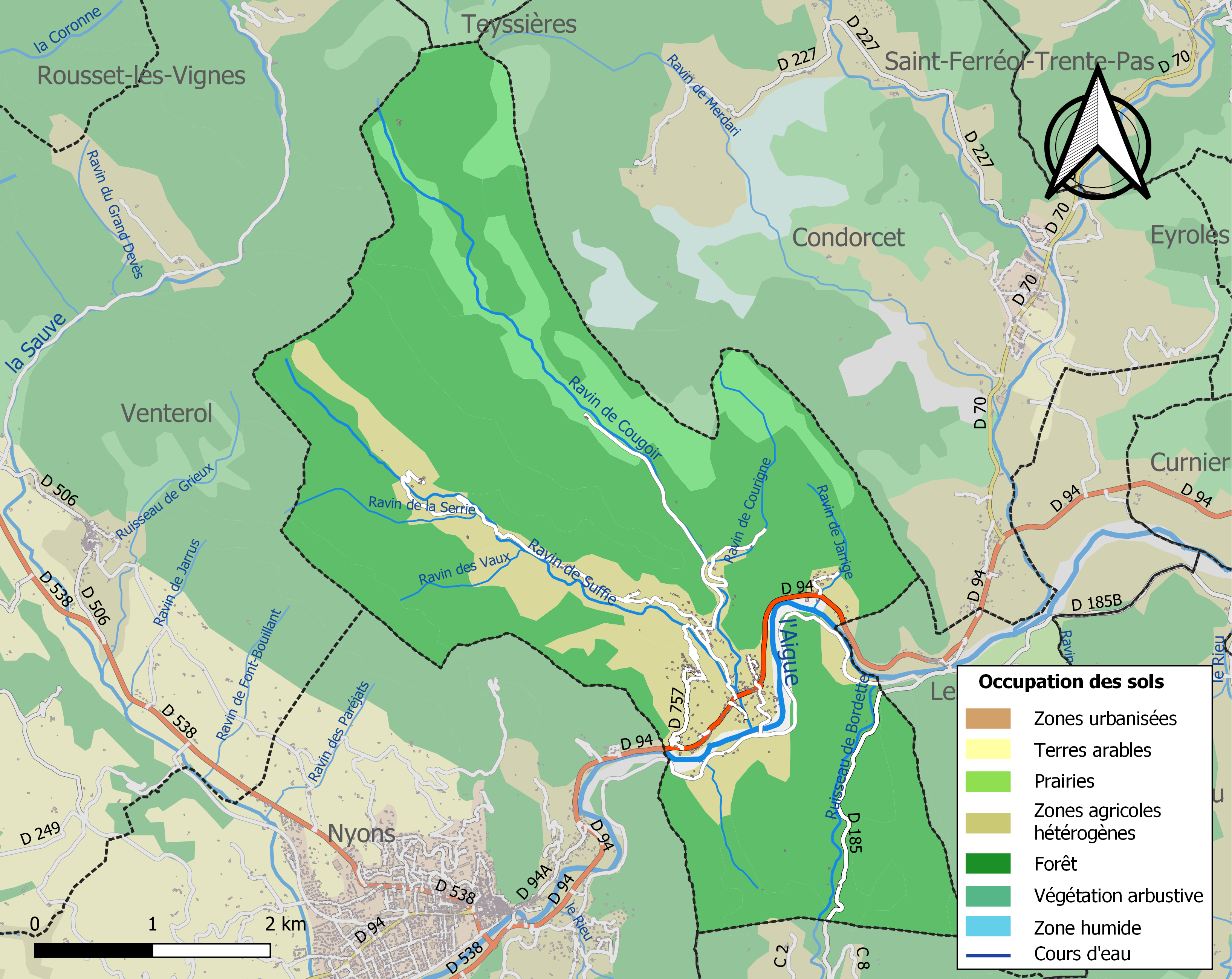
Carte des infrastructures et de l'occupation des sols de la commune en 2018 (CLC).

### Morphologie urbaine
Le village actuel se situe au sud de la commune, sur les bords de l'Eygues, mais il est surplombé par l'ancien village, sur les hauteurs de la vallée du ravin de Jarrige.

#### Quartiers, hameaux et lieux-dits
Site Géoportail (carte IGN) :
- Chabaret
- Chambrichard
- Charbonnière
- Courigne
- Ferme de la Lauze
- Fontmiale
- Jarrige
- la Begude
- la Combe
- la Combe du Sourd
- la Font d'Andaon
- la Grande Lauzière
- la Grande Veyronne
- l'Ancoucou
- la Petite Lauzière
- la Petite Veyronne
- la Rochette
- la Souchave
- l'Auche
- la Veyronne
- le Béal
- le Devès
- le Flachet
- le Planas
- les Blaches
- les Coins
- les Faviers
- les Pennes
- l'Espinasse
- les Prés
- les Testes
- le Vialard
- l'Extiallon
- Mauperrier
- Pan Perdu
- Vaux
- Vieux Village
- Vorge

### Voies de communication et transports
La commune est desservie par les routes départementales D 94 et D 757.

## Toponymie

### Attestations
Dictionnaire topographique du département de la Drôme :
- 1218 : de Arbris (cartulaire des Templiers, 127) / (étudié par Ernest Nègre[17]).
- 1235 : castrum de Arboribus (inventaire des Dauphins, 233).
- XIVe siècle : mention du prieuré : prior de Arboribus (Pouillé de Die).
- 1509 : mention du prieuré : ecclesia Beati Andree de Arboribus (visites épiscopales).
- 1516 : mention de la paroisse : cura de Arboribus (visites épiscopales).
- 1576 : Ambres (rôle de décimes).
- 1891 : Aubres, commune du canton de Nyons.

### Étymologie
Aubres « est un vocable romano-provençal avec la phonie aoubré (arbres) », issu du nord-occitan aubres (arbres), du latin arbores.

## Histoire

### Du Moyen Âge à la Révolution
Le vieux village d'Aubres, sur les hauteurs du ravin de Jarrige, date de l'époque médiévale. Son abandon progressif est récent dans l'Histoire de la commune, au début du XXe siècle.
La seigneurie :
- Au point de vue féodal, la terre (ou seigneurie) est un fief des barons de Montauban.
- 1304 : il appartient aux Caderousse.
- Il est confisqué par les dauphins.
- 1328 : il est donné aux Constant de Alba.
- 1349 : il passe (par alliance) aux Rémuzat.
- 1370 : il est cédé aux Morges.
- 1483 : les Thollon de Sainte-Jalle.
- 1570 : les Girard (par achat).
- 1613 : les Brancas (par héritage).
- Les Grillet de Brissac.
- 1736 : les Tonduti de Blauvac (par héritage), derniers seigneurs.

1644 (démographie) : 55 familles catholiques et 25 protestantes.
Avant 1790, Aubres était une communauté qui, moitié en Dauphiné et moitié dans le Comtal-Venaissin, dépendait pour sa partie dauphinoise de l'élection de Montélimar, subdélégation et bailliage du Buis, et formait une paroisse du diocèse de Die. L'église, qui était premièrement sous le vocable de Sain-Pierre, ayant été ruinée, sera remplacée fin XVe siècle par l'église Saint-André qui était celle d'un prieuré de l'ordre de Saint-Ruf, réunie à la cure en 1644.

#### Bordette
Quartier de la commune :
- 1414 : ad Bordetam (archives de la Drôme, E 3030).
- 1718 : Bourdette (archives de la Drôme, E 3030).
- 1891 : Bordette, quartier de la commune d'Aubres (cf. supra : hydrographie).

### De la Révolution à nos jours
En 1790, la commune d'Aubres fut comprise dans le canton de Mirabel et, en 1793, dans le canton de Condorcet. La réorganisation de l'an VIII la fait entrer dans le canton de Nyons.
En 1836, une petite météorite est tombée sur Aubres. Elle qui a pris le nom, comme le veut l'usage, de « météorite d'Aubres », ou simplement « Aubres ». Premier élément d'une nouvelle classe de météorites, elle lui a donné son nom : les aubrites[réf. nécessaire].

### Administration municipale

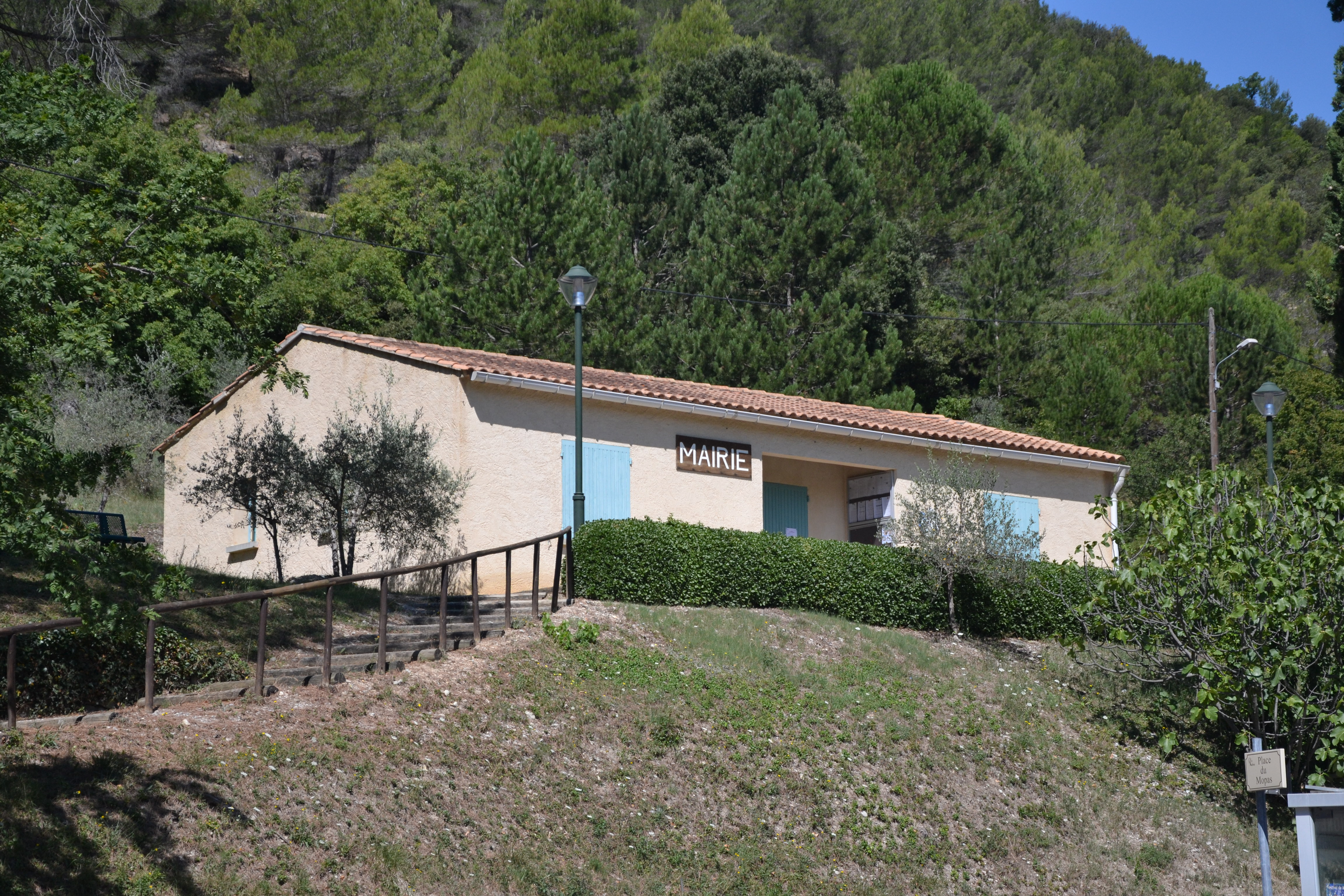
Mairie d'Aubres.

## Politique et administration

### Liste des maires
| Période                                                                      | Période  | Identité                          | Étiquette | Qualité                                                     |
| ---------------------------------------------------------------------------- | -------- | --------------------------------- | --------- | ----------------------------------------------------------- |
| Les données manquantes sont à compléter. : de la Révolution au Second Empire |          |                                   |           |                                                             |
| 1790                                                                         | 1871     | ?                                 |           |                                                             |
| Les données manquantes sont à compléter. : depuis la fin du Second Empire    |          |                                   |           |                                                             |
| 1871                                                                         | 1874     | ?                                 |           |                                                             |
| 1874                                                                         | 1878     | ?                                 |           |                                                             |
| 1878                                                                         | 1884     | ?                                 |           |                                                             |
| 1884                                                                         | 1888     | ?                                 |           |                                                             |
| 1888                                                                         | 1892     | ?                                 |           |                                                             |
| 1892                                                                         | 1896     | ?                                 |           |                                                             |
| 1896                                                                         | 1900     | ?                                 |           |                                                             |
| 1900                                                                         | 1904     | ?                                 |           |                                                             |
| 1904                                                                         | 1908     | ?                                 |           |                                                             |
| 1908                                                                         | 1912     | ?                                 |           |                                                             |
| 1912                                                                         | 1919     | ?                                 |           |                                                             |
| 1919                                                                         | 1925     | ?                                 |           |                                                             |
| 1925                                                                         | 1929     | ?                                 |           |                                                             |
| 1929                                                                         | 1935     | ?                                 |           |                                                             |
| 1935                                                                         | 1945     | ?                                 |           |                                                             |
| 1945                                                                         | 1947     | ?                                 |           |                                                             |
| 1947                                                                         | 1953     | ?                                 |           |                                                             |
| 1953                                                                         | 1959     | ?                                 |           |                                                             |
| 1959                                                                         | 1965     | ?                                 |           |                                                             |
| 1965                                                                         | 1971     | ?                                 |           |                                                             |
| 1971                                                                         | 1977     | ?                                 |           |                                                             |
| 1977                                                                         | 1983     | ?                                 |           |                                                             |
| 1983                                                                         | 1989     | Camille Barrière                  |           |                                                             |
| 1989                                                                         | 1995     | ?                                 |           |                                                             |
| 1995                                                                         | 2001     | ?                                 |           |                                                             |
| 2001                                                                         | 2008     | Lionel Steenhaut                  | DVG       | vice-président de la communauté de communes du Val d'Eygues |
| 2008                                                                         | 2014     | Éric Richard                      | DVG       |                                                             |
| 2014                                                                         | 2020     | Éric Richard                      |           | maire sortant                                               |
| 2020                                                                         | En cours | Éric Richard[source insuffisante] | DVG       | maire sortant                                               |

### Rattachements administratifs et électoraux
Avant mars 2015, la commune faisait partie du Canton de Nyons.

## Population et société

### Démographie
L'évolution du nombre d'habitants est connue à travers les recensements de la population effectués dans la commune depuis 1793. Pour les communes de moins de 10 000 habitants, une enquête de recensement portant sur toute la population est réalisée tous les cinq ans, les populations de référence des années intermédiaires étant quant à elles estimées par interpolation ou extrapolation. Pour la commune, le premier recensement exhaustif entrant dans le cadre du nouveau dispositif a été réalisé en 2006.

En 2022, la commune comptait 422 habitants, en évolution de +1,69 % par rapport à 2016 (Drôme : +2,64 %, France hors Mayotte : +2,11 %).
| 1793 | 1800 | 1806 | 1821 | 1831 | 1836 | 1841 | 1846 | 1851 |
| ---- | ---- | ---- | ---- | ---- | ---- | ---- | ---- | ---- |
| 320  | 329  | 374  | 337  | 347  | 342  | 325  | 348  | 355  |

| 1856 | 1861 | 1866 | 1872 | 1876 | 1881 | 1886 | 1891 | 1896 |
| ---- | ---- | ---- | ---- | ---- | ---- | ---- | ---- | ---- |
| 366  | 396  | 334  | 296  | 289  | 277  | 260  | 259  | 261  |

| 1901 | 1906 | 1911 | 1921 | 1926 | 1931 | 1936 | 1946 | 1954 |
| ---- | ---- | ---- | ---- | ---- | ---- | ---- | ---- | ---- |
| 250  | 241  | 249  | 202  | 199  | 154  | 155  | 140  | 142  |

| 1962 | 1968 | 1975 | 1982 | 1990 | 1999 | 2006 | 2011 | 2016 |
| ---- | ---- | ---- | ---- | ---- | ---- | ---- | ---- | ---- |
| 153  | 162  | 207  | 249  | 283  | 349  | 406  | 423  | 415  |

| 2021 | 2022 | - | - | - | - | - | - | - |
| ---- | ---- | - | - | - | - | - | - | - |
| 421  | 422  | - | - | - | - | - | - | - |

### Enseignement
Aubres dépend de l'académie de Grenoble. Les élèves commencent leurs études dans la commune, avec 20 enfants en classes de maternelle et 37 enfants en classes de primaire. Les collèges et lycées les plus proches se situent à Nyons.

### Santé
Il n'y a aucun professionnel de santé sur la commune. Les médecins et hôpitaux les plus proches se trouve à Nyons.

### Manifestations culturelles et festivités
- Fête : le deuxième dimanche de juin[28].

### Loisirs
- Randonnées[28].
- Baignades[28].
- Pêche[28].
- La cascade: La cascade d’Aubres est une chute d'eau située à proximité du village, alimentée par un affluent de l’Eygues. Facilement accessible, elle est appréciée des habitants et des visiteurs pour la baignade et la détente, notamment durant les périodes estivales. Le site est entouré d'une végétation luxuriante, offrant un cadre naturel propice à la promenade et à la photographie[29],[30].

### Cultes

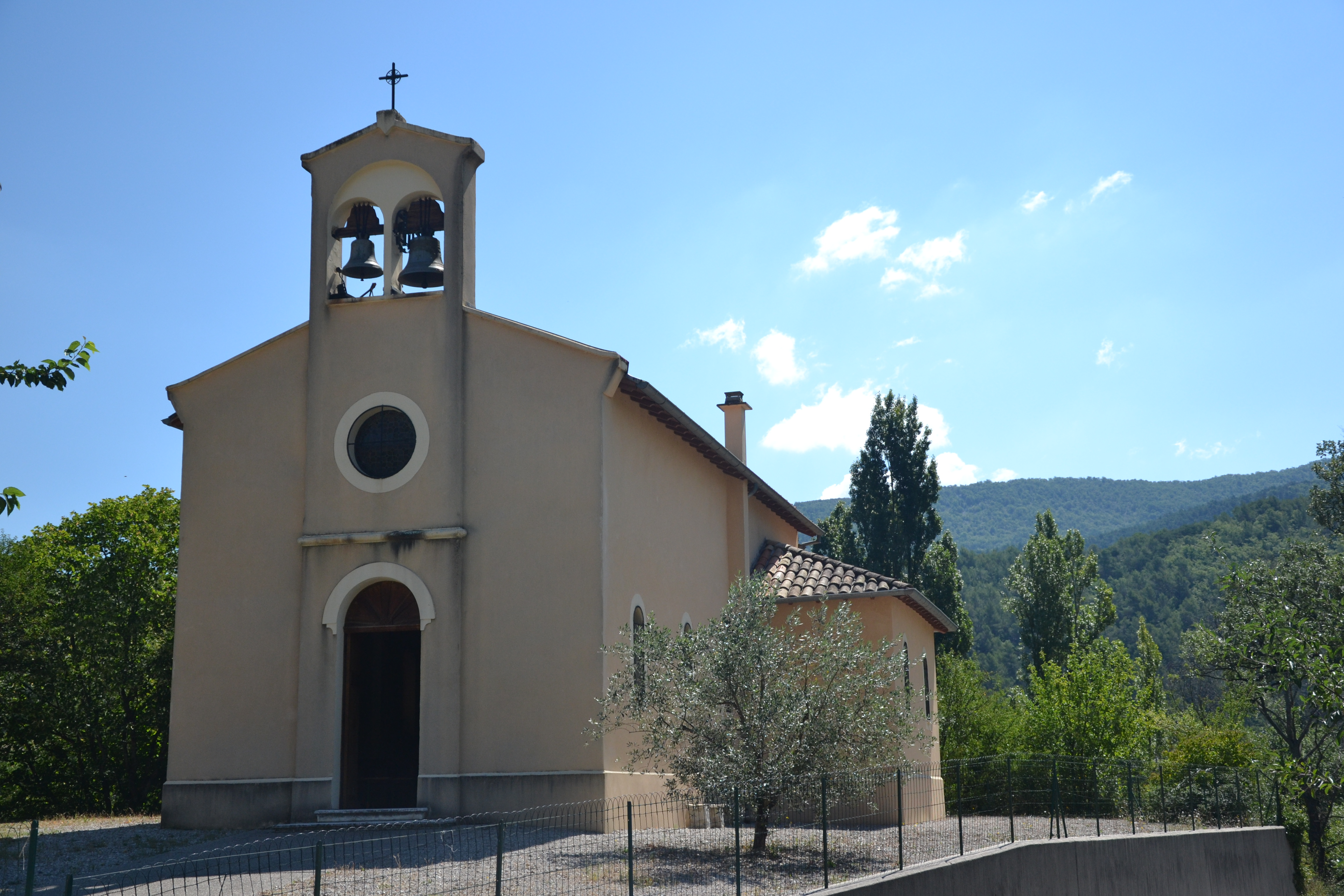
Église d'Aubres.

La paroisse catholique d'Aubres dépend du diocèse de Valence, doyenné de Nyons.

## Économie

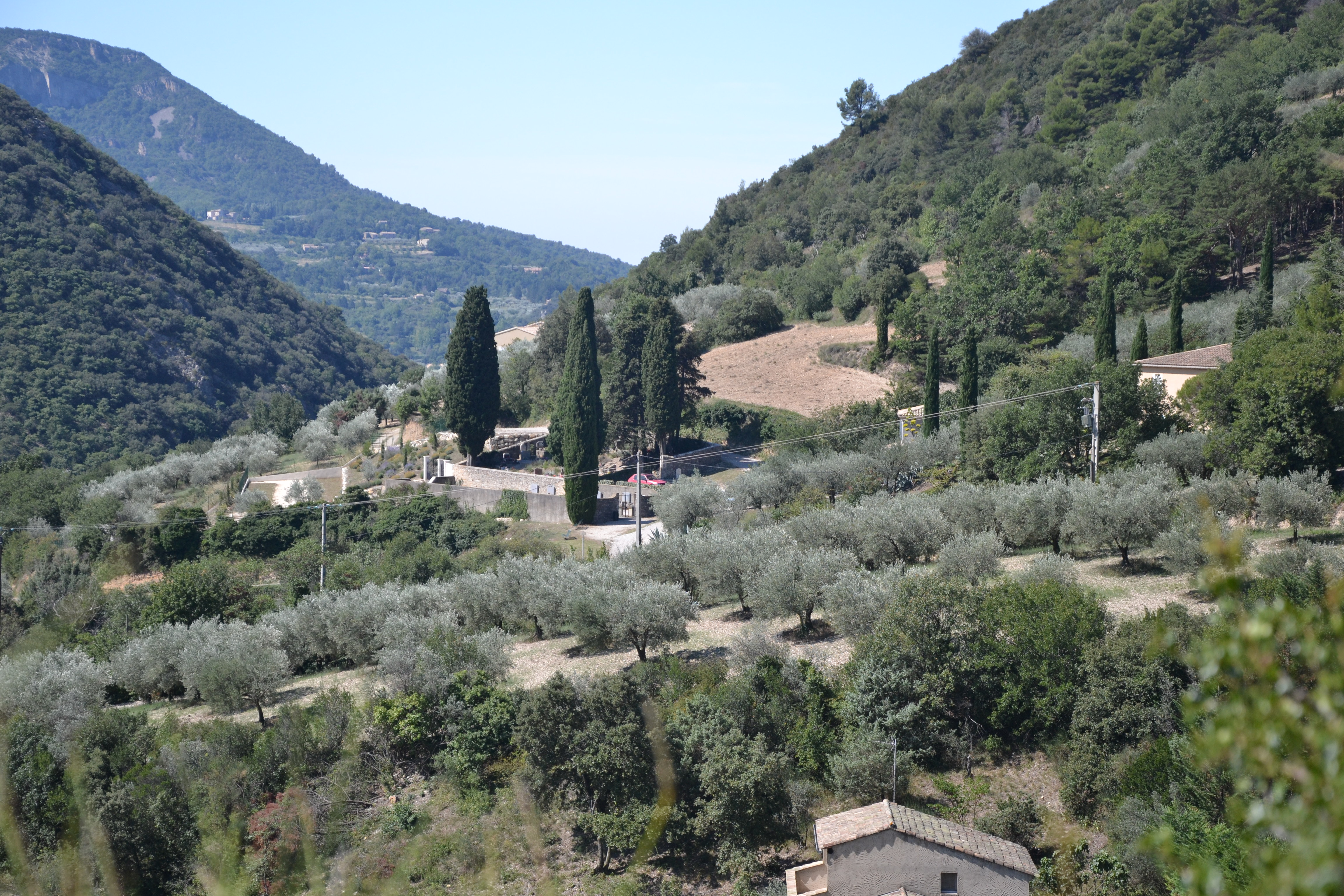
Oliveraie à Aubres.

### Agriculture
L'économie de la commune a longtemps été liée à l'agriculture : élevages ovin et caprin, cultures de céréales, oliveraies et élevage de vers à soie.
Malgré le gel de 1956, qui a détruit une grande partie des oliviers du sud de la France, l'activité s'est développée à Aubres, qui fait partie de la zone d'appellation de l'huile d'olive de Nyons. La commune fait également partie de la zone de production de vin des coteaux-des-baronnies.
En 1992 : carrière, pâturages (ovins, caprins), lavande, vergers, oliviers (moulin à huile), vignes.
La commune possède une carrière.

### Tourisme
- Site du vieux bourg sur la vallée de l'Eygues[28].

## Culture locale et patrimoine

### Lieux et monuments
- Vieux village perché[28].
- Château ruiné (restauration partielle)[28].
- Église Saint-André d'Aubres du XIVe siècle[28].
- Chapelle de Pénitents[28].
- Chapelle du Calvaire[28].

### Patrimoine naturel
- Grotte de l'Enfarnet[28].

Une partie de la commune fait partie du Parc naturel régional des Baronnies provençales.

### Héraldique, logotype et devise
|  | Aubres possède des armoiries dont l'origine et le blasonnement exact ne sont pas disponibles. |